# OKB-1
OKB-1 skraćenica je od ruske složenice (Опытное конструкторское бюро 1, eksperimentali konstrukcijski biro 1) i bio je sovjetski biro koji je bio zadužen za dizajn i proizvodnju balističkih inerkontinentalnih raketa i raketnih sistema, satelita i drugo. OKB-1 predvodio je Sergej Korolev i skupa s drugim znastvenicima, stručnjacima, inženjerima, tehničarima i radnicim uspjeli su započeti svemirsku utrku koja je bila dominantna utrka u prestižu između SAD-a i SSSR-a tokom hladnog rata sredinom 20. stoljeća.